# Adolf Klein
Adolf Klein (15 de agosto de 1847 – 11 de marzo de 1931) era un actor y director de teatro austriaco. Klein apareció en alrededor sesenta películas, principalmente durante la era del cine mudo. Apareció en un número películas épicas hechas en la industria del cine alemana a principios de 1920 tales como su rol como el Cardinal Wolsey en Anna Boleyn de Ernst Lubitsch (1920).

## Filmografía seleccionada
- Dr. Hart´s  Diary (1917)
- Der Weltspiegel (1918)
- Keimendes Leben (1918)
- Veritas Vincit (1919)
- The Panther Bride (1919)
- The Loves of Käthe Keller (1919)
- Anna Boleyn (1920)
- The Secret of the Mummy (1921)
- Lady Hamilton (1921)
- Ilona (1921)
- The Adventuress of Monte Carlo (1921)
- Die Amazone (1921)
- Die Erbin von Tordis (1921)
- Die Lieblingsfrau des Maharadscha (1921)
- La Pasión de Inge Krafft (1921)
- Las Mujeres de Gnadenstein (1921)
- Las Tres Tías (1921)
- Phantom (1922)
- Fridericus Rex (1922)
- Das schwarze Kuvert (1922)
- Frauenmoral (1923)
- Der letzte Kampf (1923)
- Rivalen (1923)
- Judith (1923)
- Die Magyarenfürstin (1923)
- Carlos und Elisabeth (1924)
- Windstärke 9. Die Geschichte einer reichen Erbin(1924)
- Freies Volk (1925)
- Bismarck (1925)
- Ein Sommernachtstraum (1925)
- Schatten der Weltstadt (1925)
- Sombra de la Ciudad Mundial (1925)
- La Ciudad de la Tentación (1925)
- Maytime (1926)
- Die tolle Herzogin (1926)
- Bismarck 1862–1898 (1927)
- 1914 (1931)